# 馬渕勝
馬渕勝（ まぶち まさる、1982年5月26日 - ）は、2018年現在、東日本トップクラブリーグDiv.1の北海道バーバリアンズに所属するラグビー選手、チームの主将。

## プロフィール
- 大阪府出身[1]。
- ポジションはナンバーエイト(No8)。
- 身長 188cm、体重 100kg

## 略歴
2001年、啓光学園高校卒業後、近畿大学に入る。なお啓光学園時代に花園3回の出場経験がある。
2005年、近畿大学卒業後、ワールドファイティングブルに加入。2シーズンプレーした。
2005年12月4日に行われたジャパンラグビートップリーグ第8節の福岡サニックスブルース戦で途中出場ながら公式戦初出場を果たす。
2007年、三洋電機ワイルドナイツに加入。1シーズンプレーした。
2008年、釜石シーウェイブスに加入。4シーズンプレーした。
2013年、北海道バーバリアンズに加入。